# Laura Birn
Pour les articles homonymes, voir Birn.
Laura Birn est une actrice finlandaise, née le 25 avril 1981 à Helsinki.

## Biographie
Laura Eveliina Birn est née le 25 avril en 1981 à Helsinki, Finlande. 
Elle a étudié à l'école supérieure de théâtre d'Helsinki de 2002 à 2006. 

### Vie privée
Elle est mariée et a un enfant.

## Filmographie

### Cinéma

#### Longs métrages
- 2002 : Hengittämättä & nauramatta de Saara Saarela : Une caissière
- 2003 : Helmiä ja sikoja de Perttu Leppä : Laura
- 2005 : Promesse (Lupaus) d'Ilkka Vanne : Mona Moisio
- 2006 : Rock'n Roll Never Dies de Juha Koiranen : La mère
- 2007 : Christmas story, la véritable histoire du Père Noël (Joulutarina) de Juha Wuolijoki : Aada
- 2008 : 8 päivää ensi-iltaan de Perttu Leppä : Vilma
- 2008 : Korkein oikeus d'Olli Ylinen : Elisa
- 2009 : Ralliraita de Markku Pölönen : Sonja
- 2012 : Vuosaari d'Aku Louhimies : Iiris
- 2012 : Purge (Puhdistus) d'Antti Jokinen : Aliide Truu nuorena
- 2012 : En som deg d'Eirik Svensson : Anna
- 2013 : Leijonasydän de Dome Karukoski : Sari
- 2013 : Miten meistä tuli ystäviä de Jarmo Lampela : Hanna
- 2013 : Mieletön elokuu de Taru Mäkelä : Kaarina Suo
- 2014 : Balade entre les tombes (A Walk Among the Tombstones) de Scott Frank : Leila Andersson
- 2015 : La Reine Garçon (The Girl King) de Mika Kaurismäki : Comtesse Erika Erksein
- 2015 : Armi elää! de Jörn Donne : Leena
- 2015 : Henkesi edestä de Petri Kotwica : Kiia
- 2015 : Ompelijata de Ville Suhonen : Hertta Kussinen (voix)
- 2015 : Häiriötekijä d'Aleksi Salmenperä : Esimies
- 2016 : Alma de Sant Pere de Jarmo Lampela : Susana
- 2016 : Syysprinssi d'Alli Haapasalo : Inka Pajunen
- 2017 : London House de David Farr : Theresa
- 2017 : 95 d'Aleksi Mäkelä : Essi
- 2018 : Tyhjiö d'Aleksi Salmenperä : Pihla Sucksdorff
- 2018 : Kääntöpiste de Simo Halinen : Vera
- 2018 : Bayoneta de Kyzza Terrazas : Sarita
- 2019 : The Bird Catcher (The Birdcatcher) de Ross Clarke : Anna
- 2020 : Helene d'Antti Jokinen : Helene Schjerfbeck
- 2020 : Seurapeli de Jenni Toivoniemi : Veronika
- 2020 : Eden d'Ulla Heikkilä : Laura
- 2020 : Viimeiset de Veiko Õunpuu : Riitta
- 2020 : Ensilumi d'Hamy Ramezan : Annika
- 2023 : Light Light Light d'Inari Niemi : Mariia (adulte)
- 2024 : The Crow de Rupert Sanders : Marion

#### Courts métrages
- 2001 : Lisa de Nina Kokkonen
- 2001 : Pieni sydän de Timo Turunen
- 2009 : Rikkomus de Theo Solnik : Helena
- 2019 : Kaksi ruumista rannalla d'Anna Paavilainen : La jeune femme
- 2020 : Kill Anneli d'Antti Holma : Kaisa

### Télévision

#### Séries télévisées
- 2006 : Jumalan kaikki oikut : Karo
- 2007 - 2009 / 2011- 2012 : Karjalan kunnailla : Hanna Kotilainen
- 2008 : Suojelijat : Teresa
- 2008 : Morsian : Sonja
- 2009 : Uutishuone : Ritu
- 2010 : Kallio : Ansku
- 2010 : Virta : Anne Nordin
- 2018 : The Innocents : Elena
- 2018 : Meilleures espoirs (Unge lovende) : Anya
- 2018 : Onnela : Vappu
- 2021 : Foundation : Eto Demerzel
- 2022 : Munkkivuori (10 épisodes)

#### Téléfilms
- 2003 : Tuulikaappimaa de Matti Ijäs
- 2006 : Kolme suudelmaa de Matti Ijäs : Jaana
- 2009 : Lokakuun valoa de Mikko Mattila : Santala
- 2010 : Jäät de Rike Jokela : Paula

## Distinctions

### Récompenses
- 2013 : Prix Jussi : Meilleure actrice dans Purge (Puhdistus).
- Festival international du film de Berlin : EFP Shooting Star pour la Finlande.

### Nominations
- 2004 : Prix Jussi : Meilleure actrice dans un second rôle dans Helmiä ja sikoja.
- 2010 : Venla Awards : Venla d'or de la Meilleure actrice  dans Morsian[2].
- 2012 : Satellite Awards : Meilleure actrice dans un film d'animation dans Purge (Puhdistus).
- 2013 : Prix Jussi : Meilleure actrice dans un second rôle dans Vuosaari.